# Alan Licht
Alan Licht (Nueva Jersey, 6 de junio de 1968) es un compositor, musicólogo y guitarrista estadounidense cuyo trabajo combina elementos de jazz contemporáneo, avant-progressive rock, pop, noise, free jazz y minimalismo.  Es también periodista.

## Historial
Las primeras influencias de Licht fueron grupos pop como Bee Gees o Wings, y más tarde las bandas de punk y no wave, como Mission of Burma, Hüsker Dü o Sonic Youth. Sin embargo su principal influencia como guitarrista fue la obra de Steve Reich, Music for 18 Musicians, que le hizo descubrir el minimalismo. Licht estudió cine en el Vassar College de Nueva York. Desde mediados de los años 1980, comenzó a trabajar con bandas como Lovechild, Run On o The Pacific Ocean, y con músicos de vanguardia, como Jim O'Rourke, Rudolph Grey o Loren Mazzacane Connors. Grabó también algunos discos en solitario.

## Estilo
Licht abarca un amplio abanico de estilos y técnicas musicales, desde el uso de loops, a la guitarra preparada, pasando popr el jazz y el pop.

## Obra escrita
Licht ha desarrollado también un activo papel como crítico musical y especialista en minimalismo y, en 2000, publicó su primer libro, An Emotional Memoir of Martha Quinn.  En 2007, la editorial Rizzoli publicó su libro Sound Art: Beyond Music, Between Categories.

## Discografía
- Sink the Aging Process  (Siltbreeze 1994)
- Rabbi Sky (Siltbreeze 1999)
- Plays Well (Crank Automotive 2000)
- A New York MInute (XI 2003)
- YMCA (Family Vineyard 2009)